# Zuckerhut (Zucker)

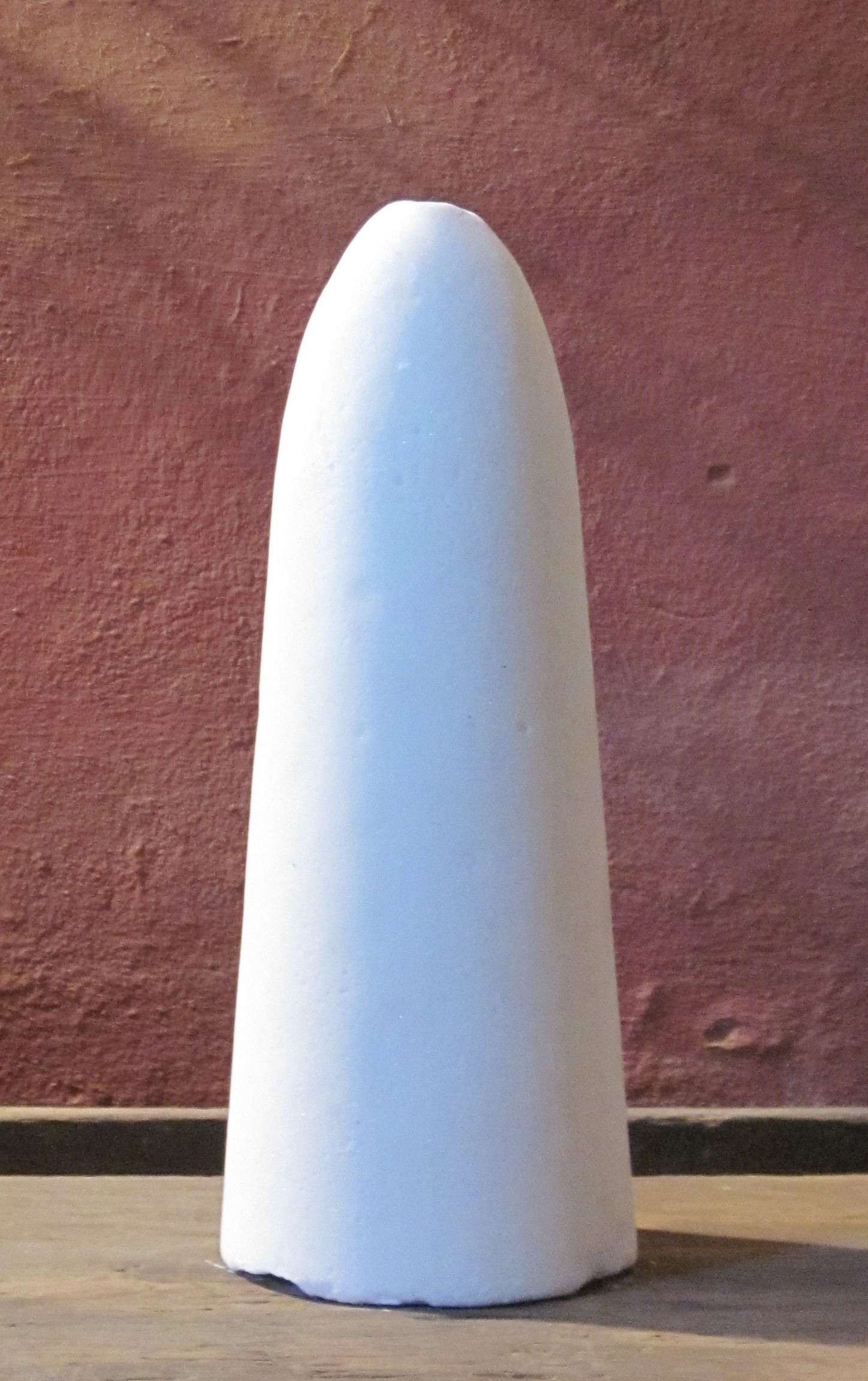
Zuckerhut (Iran, 2010)

Ein Zuckerhut, in der Schweiz auch Zuckerstock, ist ein an der Spitze abgerundeter Kegel aus Zucker. Der Name leitet sich von der Ähnlichkeit mit einem hohen, steifen Hut (ohne Krempe) ab, wie er früher bei festlichen und förmlichen Anlässen getragen wurde. Sein Kegelwinkel kann etwa 10° bis 30° betragen.
Während diese Darreichungsform weltweit selten geworden ist, war sie im 19. und frühen 20. Jahrhundert, bedingt durch die Produktionsmethoden, eine Hauptgestalt des vertriebenen Zuckers.

## Herstellung und Verwendung

### Herstellung
Früher
Der aus den Pflanzen gepresste Saft wurde durch Sieden konzentriert. Die heiße Masse goss man zum Auskristallisieren in einen Tiegel. Die Masse kristallisierte und zog sich beim Abkühlen zusammen, löste sich dank Abrundung der Form als ein Ganzes von der Wandung und konnte herausgestürzt werden. Wird die Form bis zum Rand gefüllt, ergibt sich eine einheitliche Portionierung. Typisch ist das Einwickeln in blaues Papier: Wird die Spitze mit einem Blatt Zellophan abgedeckt, bleibt die Qualität sichtbar; wird dann von hinten um die Mitte ein Blatt Papier herumgewickelt, ergibt sich wegen des Kegelwinkels vorne ähnlich wie an einem Hemdkragen eine V-Kontur, grafisch charakteristisch für viele Darstellungen von Zucker.
Heute
Heute wird Kristallzucker leicht angefeuchtet und in einer Form gepresst. So hergestellter Hutzucker hat etwa die Härte von Würfelzucker.

### Verwendung

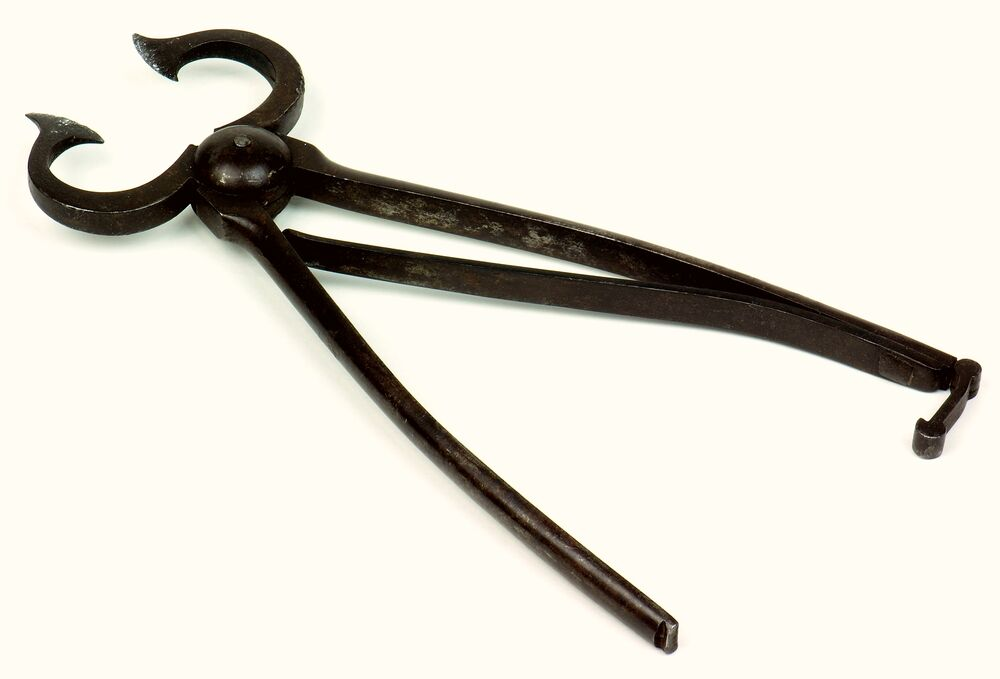
Zuckerhutzange, 19. Jahrhundert, Focke-Museum Bremen

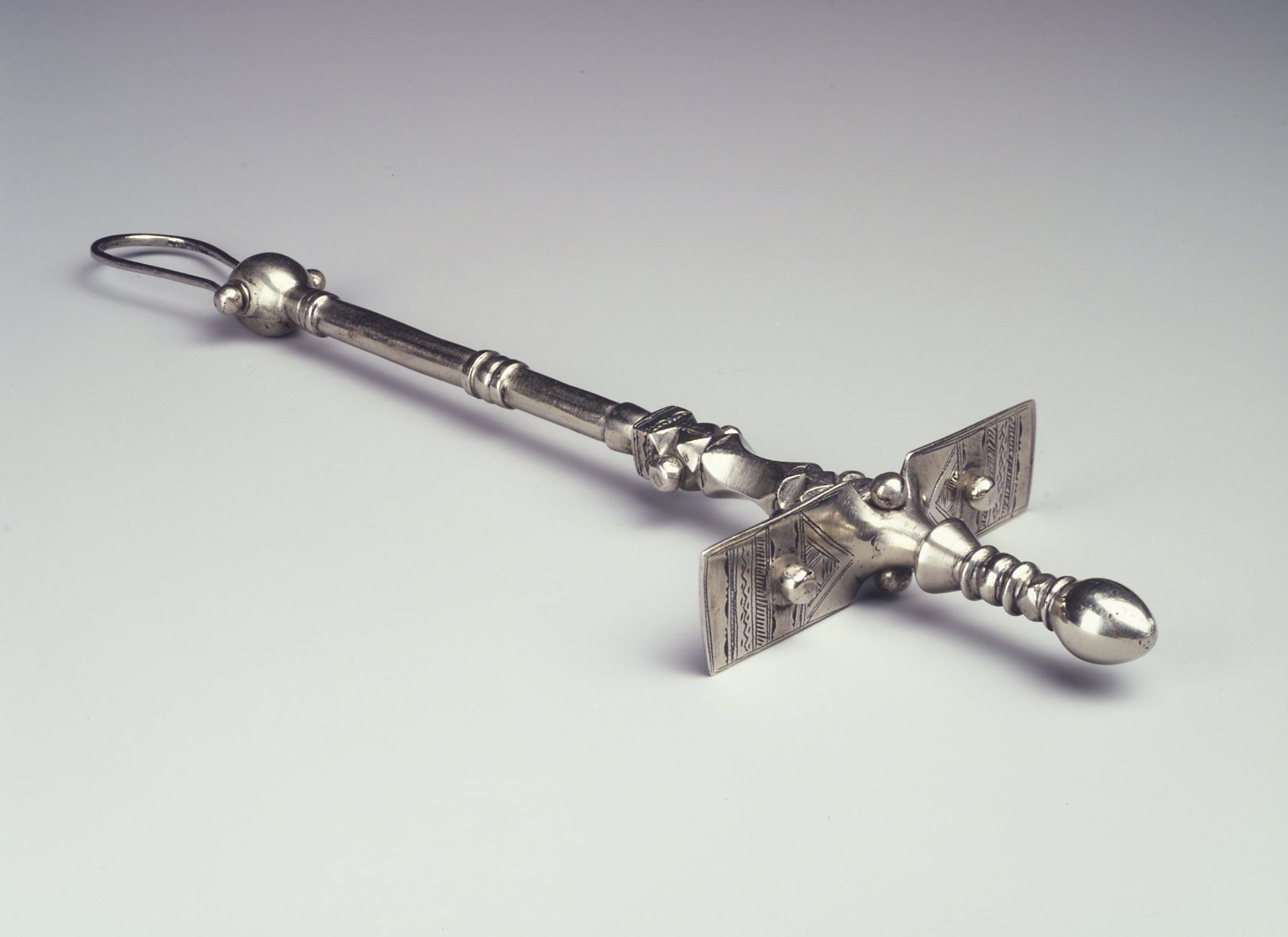
Zuckerhammer

Der traditionell hergestellte Hutzucker war sehr hart und musste für die meisten Zwecke erst mühsam zerkleinert werden. Für diese Aufgabe dienten spezielle Zuckerbrecher, Zuckerhutzangen oder Zuckerhämmer. Die gebrochenen Stücke ließen sich dann in einer Zuckerdose aufbewahren und mit einer Zuckerzange servieren.
Heute erfüllt der Zuckerhut vielerorts lediglich noch einen dekorativen Zweck, da er im 20. Jahrhundert durch industriell vorgefertigten Stück- oder Streuzucker ersetzt wurde. Insbesondere finden Zuckerhüte noch Anwendung bei der Zubereitung von Feuerzangenbowle. In der maghrebinischen Teekultur sind Zuckerhüte ein Bestandteil bei der Zubereitung von Grünem Tee mit Pfefferminze.

## Entlehnungen
Zu der Zeit, als Zuckerhüte noch mehr in Gebrauch waren, wurde das Wort auf unterschiedlichste Gebilde übertragen, deren Form an einen Zuckerhut erinnerte, etwa Berge (der Zuckerhut in Rio), Häuser (Umgestülpter Zuckerhut) oder Pflanzen (Zuckerhutfichte und Zuckerhut).
Als Ornament findet man ihn zusammen mit einer Zuckerrübe an der Villa des Zuckergroßhändlers Gerloff in Braunschweig.

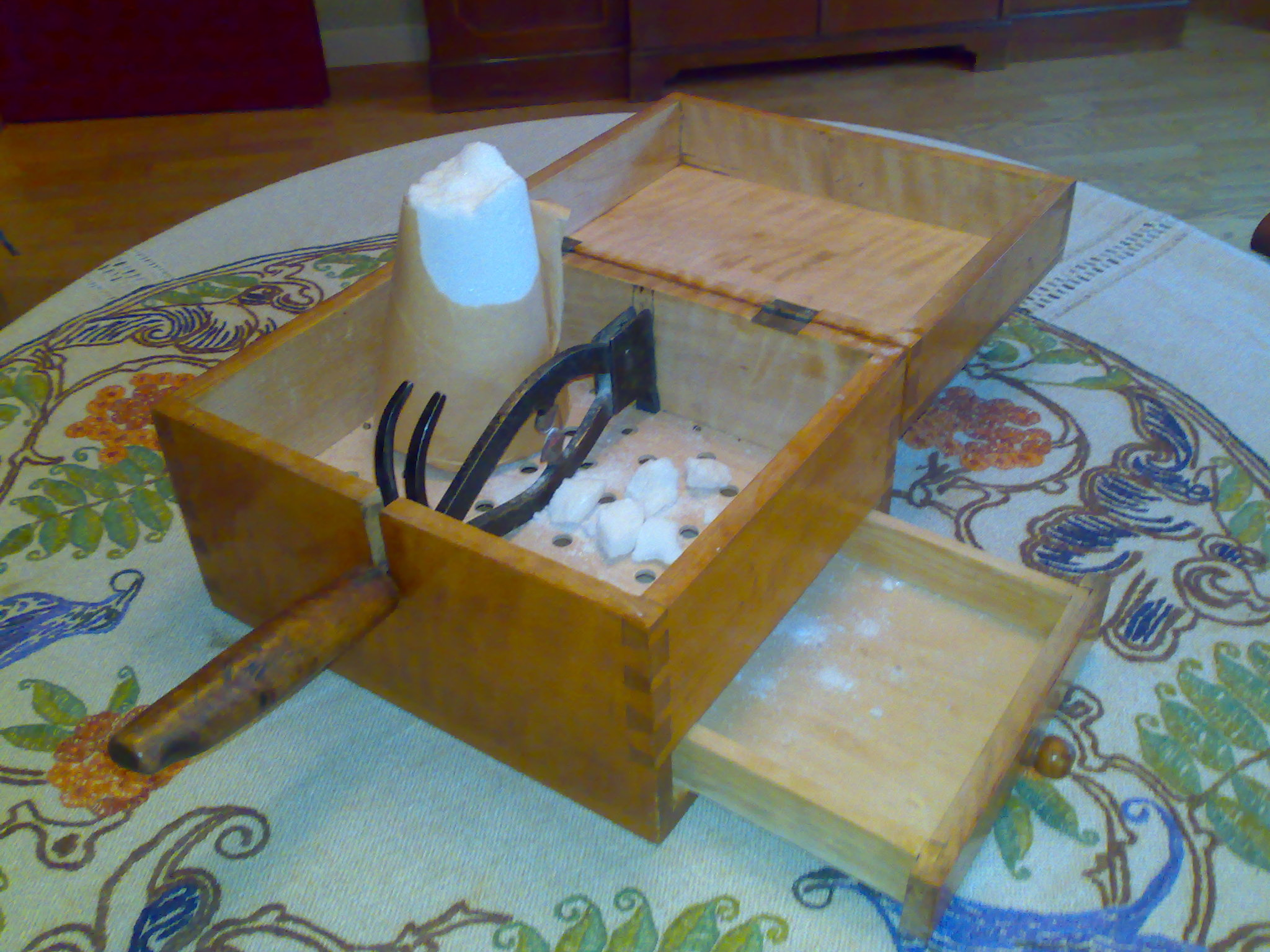
Zuckerhut in Zuckerhutkiste mit Zerkleinerer
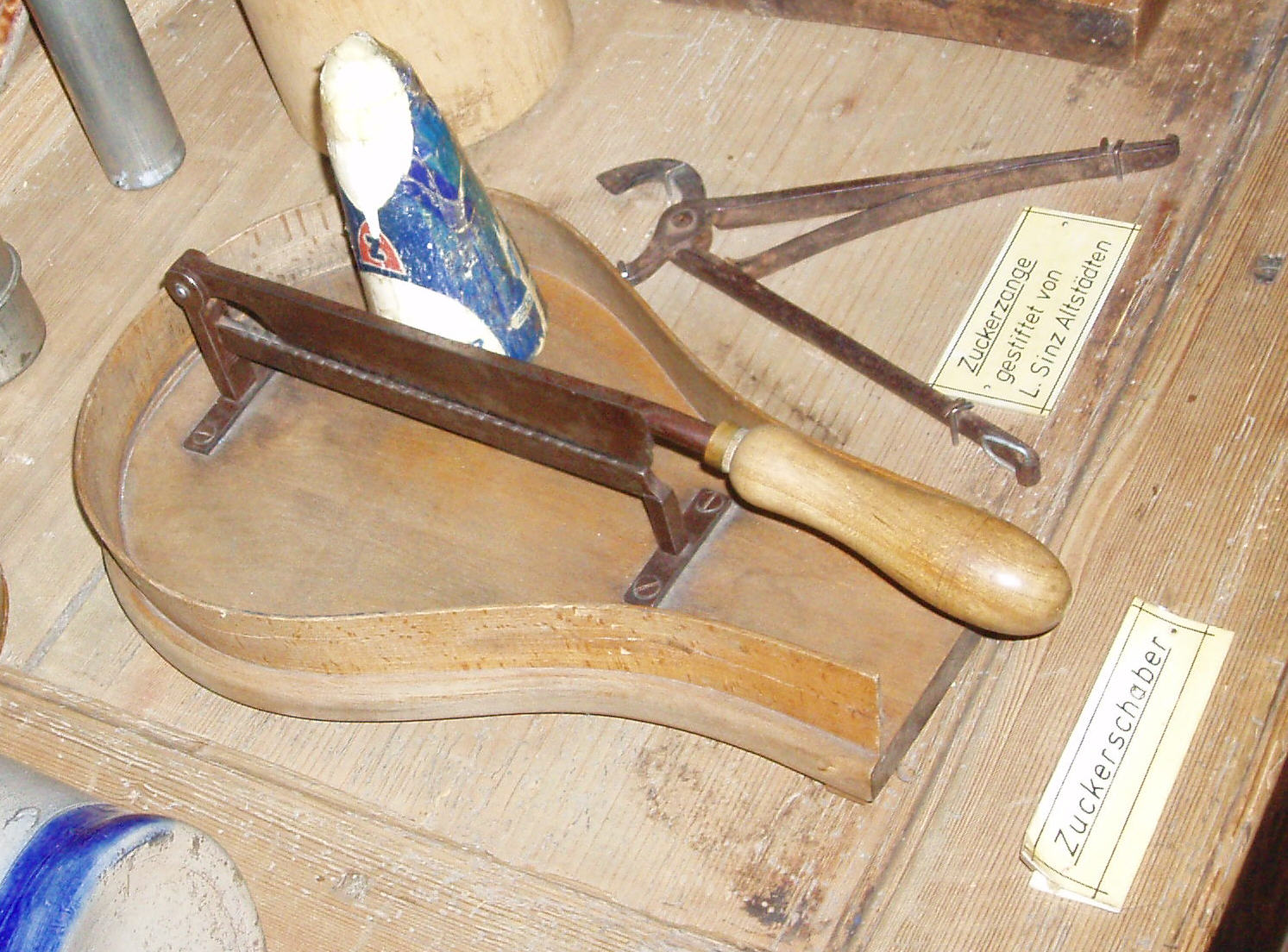
Zuckerschaber und Zuckerzange
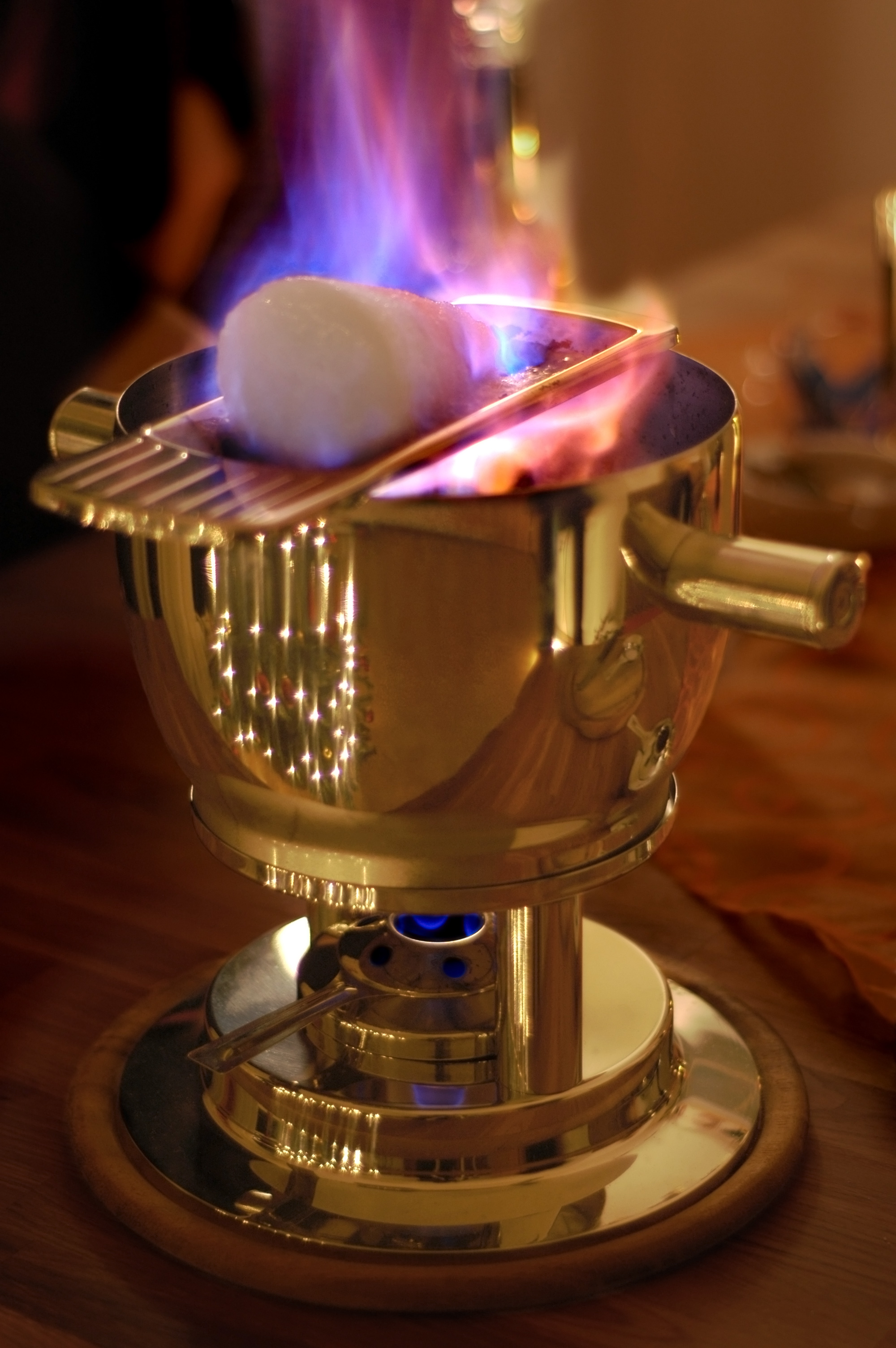
Brennender Rum auf Zuckerhut bei der Zubereitung einer Feuerzangenbowle
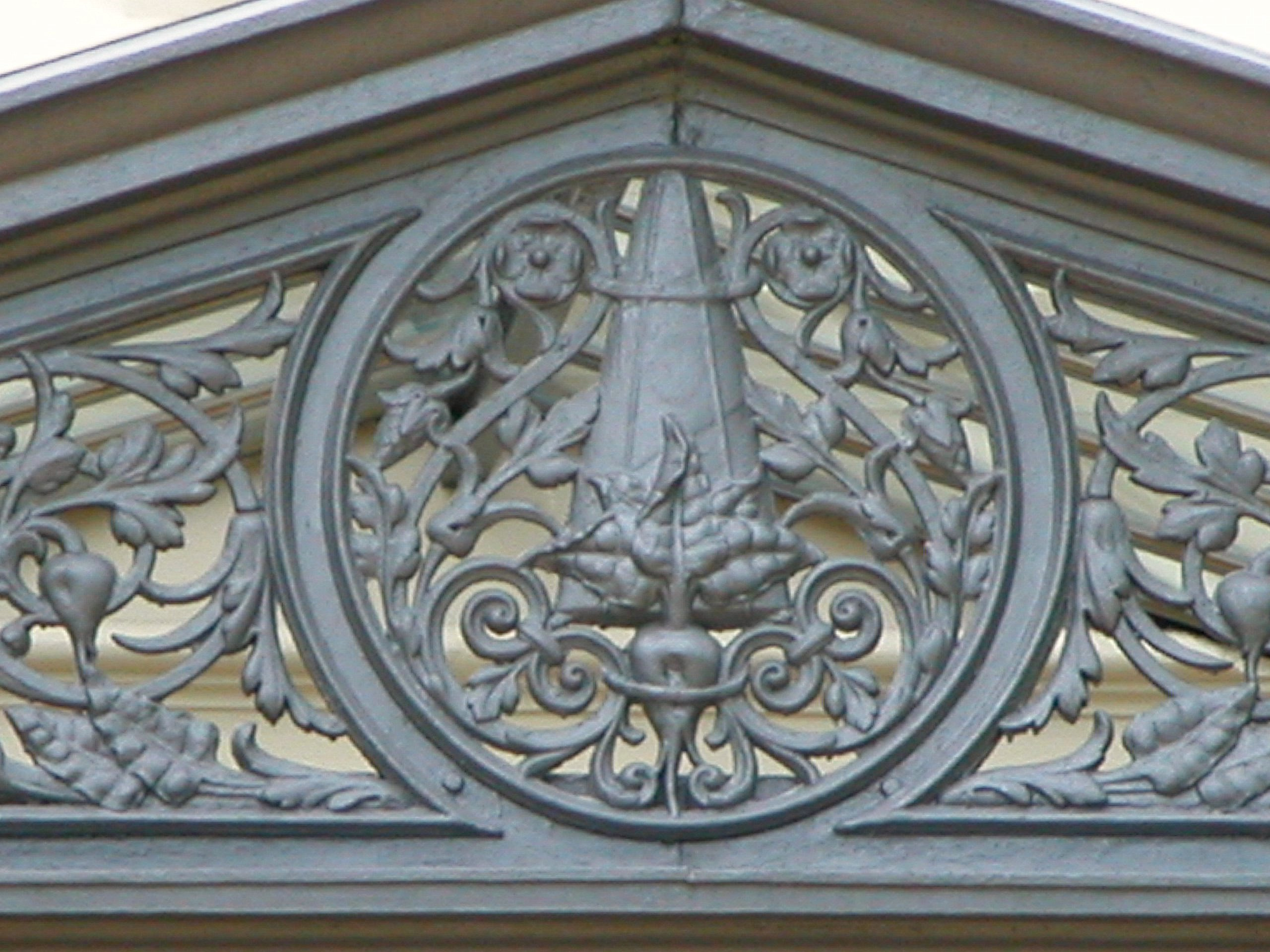
Zuckerhut als Ornament an der Gerloffschen Villa in Braunschweig